# Janez Marič
Pour les articles homonymes, voir Marić.
Janez Marič, né le 1er janvier 1975 à Kranj, est un biathlète slovène, fondeur au début de sa carrière. 

## Biographie
Janez Marič est d'abord fondeur, participant notamment aux Championnats du monde 1997. 
Durant la saison 1997-1998, il prend part à sa première épreuve de Coupe du monde de biathlon à Pokljuka. Il marque ses premiers points en 1999-2000 à Oberhof (22e). 
Il prend part à ses premiers jeux olympiques en 2002. 
C'est lors de la saison 2002-2003, que le biathlète émerge au plus haut niveau, montant sur le podium du sprint d'Osrblie sans avoir obtenu de top dix auparavant, puis gagnant l'individuel d'Östersund.
Aux Jeux olympiques de Vancouver 2010, il obtient son meilleur résultat individuel en quatre participations, avec le 27e rang sur le sprint. Il finit aussi sixième du relais aux Jeux olympiques de Sotchi 2014.
Sa dernière saison au niveau international a lieu en 2014-2015. Il devient entraîneur après sa carrière sportive.

## Palmarès

### Jeux olympiques d'hiver
| Épreuve / Édition   | Individuel | Sprint | Poursuite | Départ en masse | Relais | Relais mixte                     |
| Salt Lake City 2002 | 43e        | 44e    | 38e       | -               | 10e    | Épreuve inexistante à cette date |
| Turin 2006          | 40e        | 36e    | 37e       | -               | 10e    | Épreuve inexistante à cette date |
| Vancouver 2010      | 62e        | 27e    | 47e       | -               | 17e    | Épreuve inexistante à cette date |
| Sotchi 2014         | 63e        | 51e    | 49e       | -               | 6e     | -                                |

- - : pas de participation à l'épreuve.
- : épreuve inexistante lors de cette édition.

### Championnats du monde
| Épreuve / Édition                | Individuel                       | Sprint                           | Poursuite                        | Départ en masse                  | Relais                           | Relais mixte                     |
| Mondiaux 1999 Kontiolahti        | -                                | 49e                              | 46e                              | -                                | 7e                               | Épreuve inexistante à cette date |
| Mondiaux 2000 Oslo-Holmenkollen  | 49e                              | 73e                              | -                                | -                                | -                                | Épreuve inexistante à cette date |
| Mondiaux 2003 Khanty-Mansiïsk    | 20e                              | 25e                              | 24e                              | -                                | 5e                               | Épreuve inexistante à cette date |
| Mondiaux 2004 Oberhof            | 15e                              | 15e                              | 18e                              | 10e                              | 12e                              | Épreuve inexistante à cette date |
| Mondiaux 2005 Hochfilzen         | 34e                              | -                                | -                                | -                                | 17e                              | Épreuve inexistante à cette date |
| Mondiaux 2005 Khanty-Mansiïsk    | Épreuve inexistante à cette date | Épreuve inexistante à cette date | Épreuve inexistante à cette date | Épreuve inexistante à cette date | Épreuve inexistante à cette date | 9e                               |
| Mondiaux 2007 Antholz-Anterselva | 36e                              | 25e                              | 34e                              | -                                | 19e                              | 4e                               |
| Mondiaux 2009 Pyeongchang        | 58e                              | 10e                              | 35e                              | 11e                              | 15e                              | 12e                              |
| Mondiaux 2010 Khanty-Mansiïsk    | Épreuve inexistante à cette date | Épreuve inexistante à cette date | Épreuve inexistante à cette date | Épreuve inexistante à cette date | Épreuve inexistante à cette date | DSQ                              |
| Mondiaux 2011 Khanty-Mansiïsk    | 32e                              | 41e                              | 49e                              | -                                | 8e                               | DSQ                              |
| Mondiaux 2012 Ruhpolding         | 34e                              | 39e                              | 48e                              | -                                | 14e                              | -                                |
| Mondiaux 2013 Nové Město         | 100e                             | 77e                              | -                                | -                                | 13e                              | -                                |
| Mondiaux 2015 Kontiolahti        | 32e                              | 66e                              | -                                | -                                | 8e                               | -                                |

Légende :

 :épreuve inexistante

- : n'a pas participé à l'épreuve

DSQ : disqualifié

### Coupe du monde
- Meilleur classement général : 20e en 2004.
- 4 podiums individuels : 1 victoire, 2 deuxièmes places et 1 troisième place.

#### Détail des victoires
| Édition / Épreuve | Sprint | Poursuite | Individuel | Mass start | Total |
| 2002-2003         |        |           | Östersund  |            | 1     |
| Total             | 0      | 0         | 1          | 0          | 1     |

#### Différents classements en Coupe du monde
| Année     | Classement général final | Sprint | Poursuite | Individuel | Mass start |
| 1999-2000 | 67e                      | 54e    | -         | -          | -          |
| 2000-2001 | 67e                      | 62e    | -         | -          | -          |
| 2001-2002 | 38e                      | 31e    | 40e       | -          | 29e        |
| 2002-2003 | 23e                      | 19e    | 35e       | 6e         | 37e        |
| 2003-2004 | 20e                      | 14e    | 24e       | 25e        | 20e        |
| 2004-2005 | 63e                      | -      | 54e       | 43e        | -          |
| 2005-2006 | 54e                      | 51e    | 41e       | -          | -          |
| 2006-2007 | 32e                      | 30e    | 48e       | 42e        | 26e        |
| 2008-2009 | 41e                      | 30e    | 49e       | 68e        | 35e        |
| 2009-2010 | 46e                      | 50e    | 40e       | 29e        | -          |
| 2010-2011 | 59e                      | 62e    | 74e       | 33e        | -          |
| 2011-2012 | 80e                      | 87e    | 68e       | 59e        | -          |
| 2013-2014 | 81e                      | 67e    | -         | -          | -          |
| 2014-2015 | 85e                      | -      | -         | 58e        | -          |

### Championnats du monde de biathlon d'été
- Médaille d'argent du relais mixte en 2008.